# Szamarkand
Szamarkand (üzbégül Samarqand, cirill betűkkel Самарқанд, arabul سمرقند) félmillió lakosú nagyváros Üzbegisztánban, a Szamarkandi vilajet székhelye.
Belső-Ázsia és a régi kelet egyik legfontosabb városa, amely meghatározó jelentőségét a selyemúton betöltött központi szerepének köszönhette. 2001-ben az UNESCO Szamarkand 2750 éves városát Szamarkand – Kultúrák találkozása címen a világörökség részévé nyilvánította.

## Földrajz
Szamarkand az Alaj-hegység nyugati lefutásánál lévő 720 m-es tengerszint feletti magasságú fennsíkon fekszik.

## Éghajlat
| Hónap | Jan.  | Feb.  | Már.  | Ápr. | Máj. | Jún. | Júl. | Aug. | Szep. | Okt. | Nov.  | Dec.  | Év    |
| --- | ----- | ----- | ----- | ---- | ---- | ---- | ---- | ---- | ----- | ---- | ----- | ----- | ----- |
| Rekord max. hőmérséklet (°C) | 23,2  | 26,7  | 32,2  | 36,2 | 39,5 | 41,4 | 42,4 | 41,0 | 38,6  | 35,2 | 31,5  | 27,5  | 42,4  |
| Átlagos max. hőmérséklet (°C) | 6,9   | 9,2   | 14,3  | 21,2 | 26,5 | 32,2 | 34,1 | 32,9 | 28,3  | 21,6 | 15,3  | 9,2   | 21,0  |
| Átlagos min. hőmérséklet (°C) | −1,7  | −0,5  | 4,0   | 9,4  | 13,5 | 17,4 | 19,0 | 17,4 | 12,8  | 7,2  | 3,5   | −0,2  | 8,5   |
| Rekord min. hőmérséklet (°C) | −25,4 | −22,0 | −14,9 | −6,8 | −1,3 | 4,8  | 8,6  | 7,8  | 0,0   | −6,4 | −18,1 | −22,8 | −25,4 |
| Átl. csapadékmennyiség (mm) | 41    | 46    | 69    | 61   | 36   | 6    | 4    | 1    | 4     | 17   | 34    | 47    | 365   |
| Havi napsütéses órák száma | 133   | 131   | 169   | 219  | 316  | 377  | 398  | 362  | 310   | 234  | 173   | 130   | 2953  |
| Forrás: Centre of Hydrometeorological Service of Uzbekistan, Pogoda.ru.net (mean temperatures/humidity/snow days 1981–2010, record low and record high temperatures), NOAA (sun, 1961–1990) |       |       |       |      |      |      |      |      |       |      |       |       |       |

## Történelme

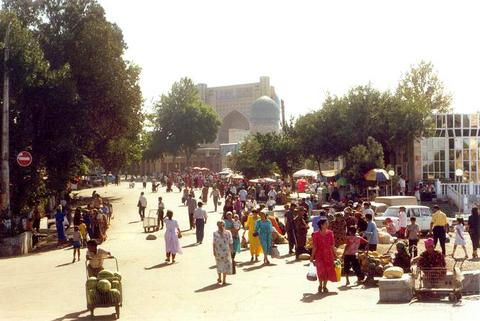
Utcajelenet Szamarkandból

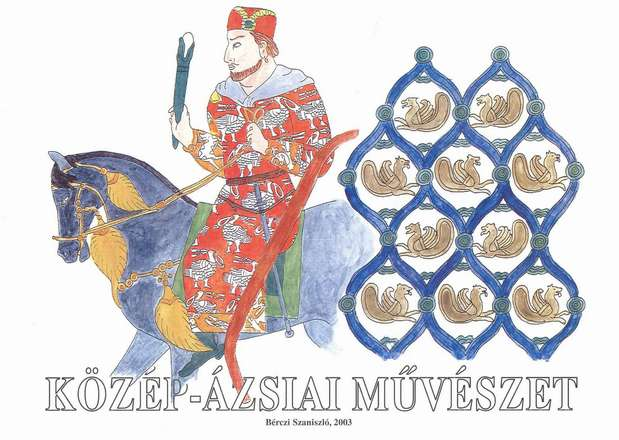
Afraszijáb, Szamarkand ókori városa. A palotában szép falképek maradtak fenn. A fejedelem és kíséretének vonulása e képcsoport témája

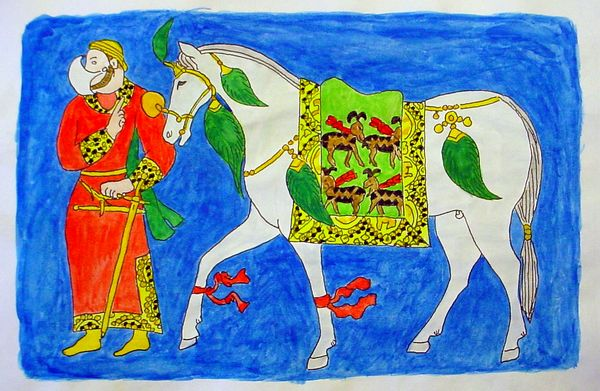
Részlet az afraszijábi palota falfestményeiről

Szamarkand, az egyik legrégebbi város a Földön, a görögök Μαράκανδα [Marakanda] néven ismerték, az i. e. 14. században a Zaravsán gyümölcsöző síkságaként említették. Hosszú ideig az Óperzsa Birodalom egy tartománya volt. A jólét sokáig megmaradt a perzsa városban, a selyemút is áthaladt rajta. Nagy Sándor i. e. 329-ben megtette Szogdia fővárosává.
Az iszlám megjelenése után virágzott a város, különösen amikor a Számánidák voltak hatalmon, egészen addig, míg Dzsingisz kán 1220-ban betört az országba. A mongol uralom alól Timur Lenk szabadította föl, aki megtette birodalma fővárosává.
1888-ban az Orosz Birodalom fennhatósága alá került. Először Orosz Türkesztán, majd 1918-tól a Türkesztáni Autonóm Szovjet Szocialista Köztársaság, végül pedig 1925-ben az újonnan alapított Üzbég Szovjet Szocialista Köztársaság fővárosa volt 1930-ig, amikor Taskent lett a főváros.
Üzbegisztán 1991-es függetlenné válásakor a második legnagyobb város volt az országban, egyúttal a térség kulturális központja.

## Népessége
A lakosság többségének az anyanyelve a tádzsik, a perzsa nyelv közép-ázsiai változata.

## Látnivalók
A város mintaképe az iszlám építészetnek, az UNESCO a világörökség részévé nyilvánította.
- Bibi-Khanum mecset
- Afriasab múzeum
- Gúr-e Mir-mauzóleum
- Shah-i-Zinda épületegyüttes
- Khodja Doniyor mauzóleum
- Ulug Bég obszervatóriuma
- Hodja-Abdu-Darun mauzóleum

## Híres személyek
- Al-Buchari (810-870)
- Abu Mansur al-Maturidi (893–941)
- Omar Khajjám (1048–1131)
- Timur Lenk (1336–1405)
- Islom Karimov, a független Üzbegisztán első államelnöke

## Testvérvárosok
- Balkh, Afganisztán
- Merv, Türkmenisztán
- Buhara, Üzbegisztán
- Nisápur, Irán
- Lahor, Pakisztán
- Lviv, Ukrajna
- Isztambul, Törökország
- İzmir, Törökország
- Cuzco, Peru